# Partido judicial de Castellón de la Plana
El partido judicial de Castellón de la Plana es uno de los cinco partidos judiciales de la provincia de Castellón, Comunidad Valenciana; en concreto se trata del partido judicial n.º 1 de la provincia de Castellón.
El ámbito territorial, que viene regulado por el Real Decreto 529/1983, de 9 de marzo, comprende los municipios de:
- Albocácer
- Alcora
- Almazora
- Adzaneta
- Benafigos
- Benasal
- Benicasim
- Benlloch
- Borriol
- Cabanes
- Castellón de la Plana
- Castillo de Villamalefa
- Chodos
- Cortes de Arenoso
- Costur
- Cuevas de Vinromá
- Culla
- Figueroles
- Lucena del Cid
- Ludiente
- Oropesa del Mar
- Puebla-Tornesa
- San Juan de Moró
- Sarratella
- Sierra Engarcerán
- Torre Embesora
- Torre Endoménech
- Torreblanca
- Useras
- Vall d'Alba
- Villafamés
- Villanueva de Alcolea
- Villar de Canes
- Villafranca del Cid
- Villahermosa del Río
- Vistabella del Maestrazgo
- Zucaina